# Річкова флотилія військово-морського флоту (II Річ Посполита)

Польський військовий прапор в 1919—1930 роках. Піднімали його на кораблях активних річкової флотилії і на човнах до неї належащих.

Прапор військових суден внутрішнього водного транспорту в 1930—1938 роках.

Прапор військових суден внутрішнього водного транспорту в 1938—1939 роках.

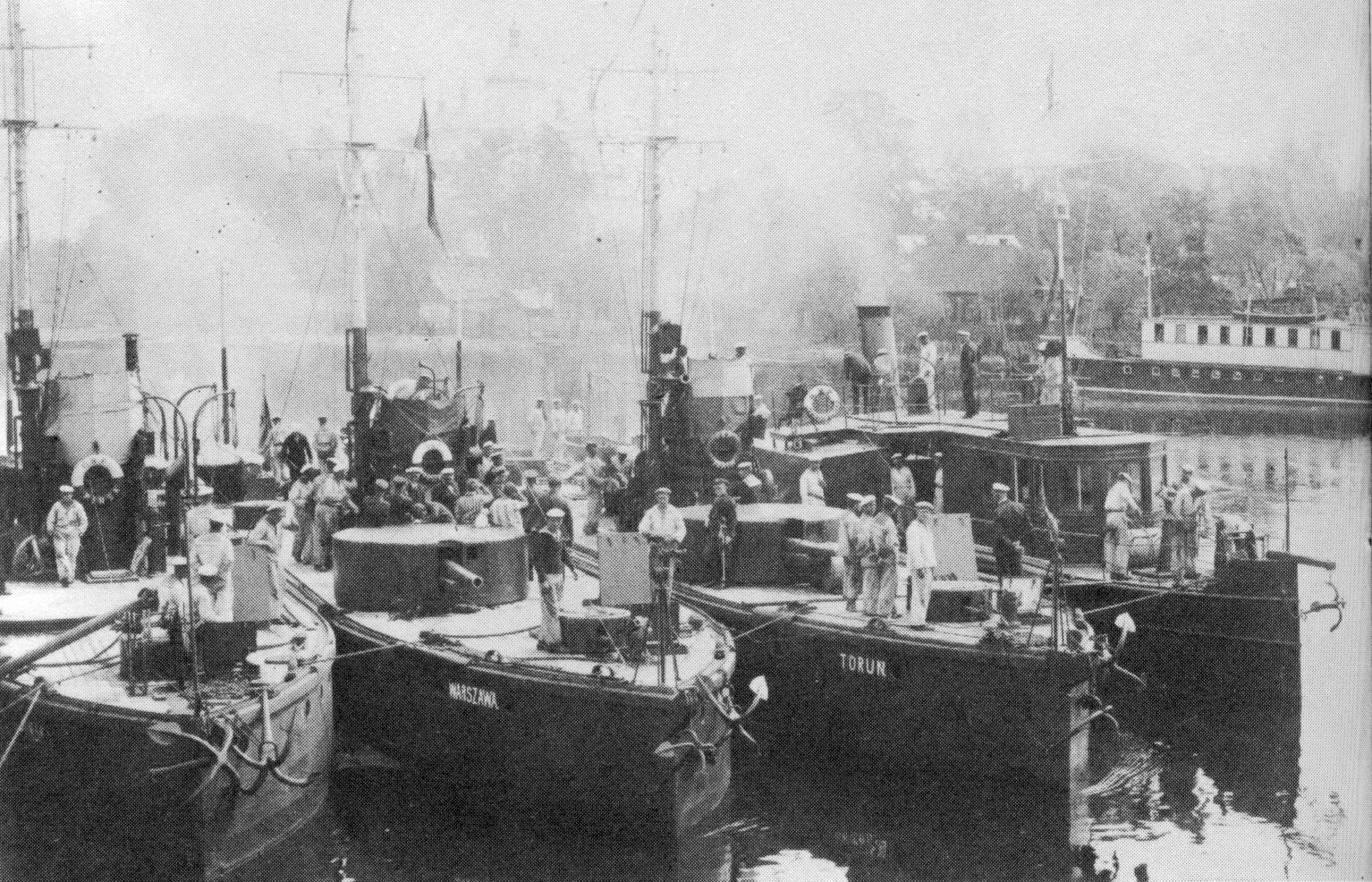
Монітори в Пінську.

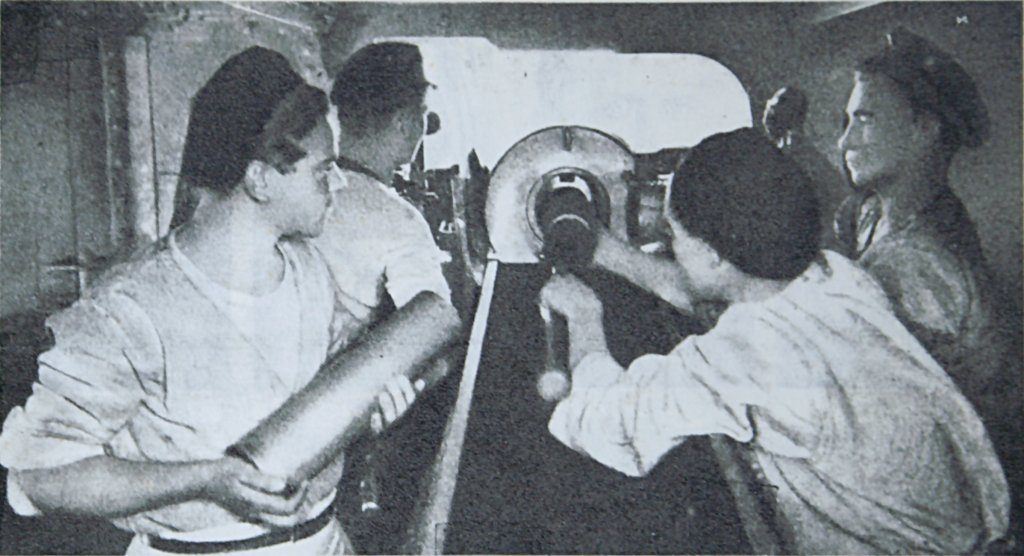
Інтер'єр башти річкового монітору Пінської флотилії під час тренування канонірів.

Річкова флотилія військово-морського флоту (пол. Flotylla Rzeczna Marynarki Wojennej; до 17 жовтня 1931 року: Пінська флотилія) — польська річкова флотилія, що входила до складу військово-морського флоту в міжвоєнний період, в Пінську на річці Піна. Флотилія оперувала на так званому море пінському — в басейні річки Прип'ять з основними річками: Прип'ять, Піна, Струмень.

## Поява флотилії і перші бої
Пінська флотилія була створена 19 квітня 1919 року, коли генерал Лісовський Артем погодився, щоб Ян Гедройц створив в Пінську розвідувальний патруль з трьох моторних човнів — «Лех», «Лісовчік» і «Ліздейко». В середині 1919 року цей загін взяв участь у зіткненнях з флотом більшовиків під Мостами Волинськими і під Городищем, де 3 липня 1919 року три моторні човни провели рейд по річці Ясельді. Був проведений десант під сильним ворожим вогнем, який захопив Городище, що потім дозволило зайняти, що було важливо у цілях зв'язку, Лунинець. В пам'ять цих подій 3 липня було у другої Речі Посполитої оголошено святом річкової флотилії.
Протягом року до складу флоту були включені близько 20 нових судів, включаючи пароплав «Буг» і корабель «Варта».

## Флотилія в польсько-більшовицькій війні 1920 року
У березні 1920 року флотилія взяла участь у захопленні Мозира, де до її складу включили нові одиниці, зі складу радянської Дніпровської флотилії. Потім флотилія брала участь у наступу на Київ, під час якого 27 квітня провела  бої у районі Чорнобиля, щоб витіснити радянські війська на Дніпро. Потім флотилія брала участь у створенні осередків на лівому березі Дніпра у Києві, а також у параді в цьому місті. Після захоплення нових кораблів, була створена Київська флотилія, що діяла на Дніпрі. У ході радянського контрнаступу в кінці травня, частину Пінської флотилії було відрізано від основних сил, у зв'язку з чим 13 червня 1920 року екіпажі затопили кораблі. Вцілілі підрозділи билися при відступі у водах Прип'яті, але, враховуючи низький рівень води, їх також було затоплено в Пінську і під Kochanowiczami. Флот розформовано 2 серпня 1920, через заняття басейну Прип'яті Червоною армією і самозатоплення більшості суден.

## Флотилія після ризького договору

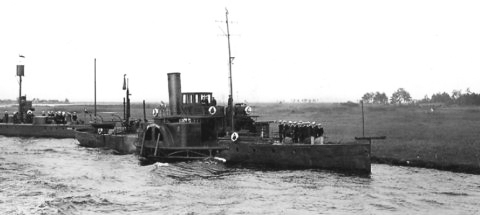
Кораблі флотилії на Піні

11 жовтня 1920 року був створений окремий загін Флотилії Коси на Прип'яті, 2 березня 1922 перейменований на Пінську флотилію. Після ліквідації 1 жовтня 1925 Флотилії Коси і поглинання більшості її підрозділів Пінською флотилією, вона стала єдиною річковою флотилією в Польщі. Головною базою флотилії був Пінськ, в якому знаходилося більше 100 бойових і транспортних одиниць. Також в ньому знаходились команда військового порту, казарми, укриття і ангари для гідролітаків, майстерні, офіси, причали і доки, а також на іншій стороні річки паливні бази і склади боєприпасів. У 1939 році з частини сил флотилії був створений  окремий загін річки Вісли. Навесні 1939 в рамках флотилії був створений окремий загін на Прип'яті.

## Річкова авіаційна ескадрилья
У період 1928—1937 флотилія мала власні військово-повітряні сили (що складались з літаючих човнів Schreck FBA-17HMT2). Спочатку формування мало назву річковий повітряний взвод, пізніше, після розширення, отримало назву річкова повітряна ескадрилья.

## Вереснева кампанія

### Військові дії

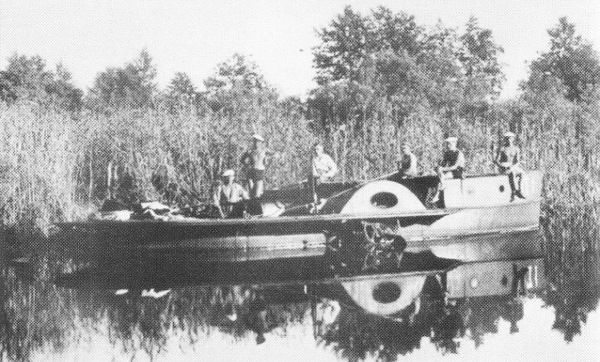
Тральщик річковий типу T1

У вересні 1939 року флотилія (без окремого загону річки Вісли) складалася з 6 річкових моніторів, 3 катерів річкових, 4 озброєних кораблів, 17 озброєних катерів (в тому числі 3 човни обслуговування і 1 артилерійської розвідки і зв'язку), 2 зв'язкових катерів, 7 річкових тральщиків, корабля мінно–газового і 48-50 допоміжних суден, у тому числі 32 човнів, корабля-лікарні, 2 буксирів, декілька моторних човнів і 6 глісерів. Всі судна були затоплені за наказом генерала Францішека Клееберга в 1939 році. З 25 вересня по 12 листопада аварійно-рятувальна служба Дніпровської військової флотилії і підприємство рятувальних та підводних робіт ЕПРОН підняли, принаймні, 54 з них, в тому числі 26 бойових кораблів (5 моніторів, 2 канонерки, 15 озброєних катерів, корабель мінно–газовий і 3 тральщика), які потім після ремонту і переозброєння увійшли до складу ДВФ.
10-14 вересня 1939 року на базі запасного батальйону (мобілізований 31 серпня) та десантного відділення (створеного 2 серпня) сформовано два морських батальйону, що складались з курсантів школи підхорунжих військово-морського флоту в Гдині і матросів запасу. Командирами батальйонів були командор Павловський і капітан флоту Маріан Фолтин (спочатку поручник флоту Владислав Галинський). Моряки були обмундировані в польові мундири сухопутних військ, офіцери і підофіцери старшого курсу затримали гарнізону морську шапку, молодші підофіцери та резервісти, в основному з власної ініціативи, встановили кокарди військово-морського флоту на шапках польових.
Більшість особового стану флотилії 20 вересня, після затоплення плавзасобів за наказом генерала Клееберга направилась в напрямку Любешова і Влодави, з наміром прорватися в напрямку Румунії. 22 вересня, позбавлений зв'язку з командуванням генерал Клееберг вирішив зробити марш щоб полегшити ситуацію у Варшаві. 28 вересня він змінив назву своїх військ на ООП «Полісся».
Після звільнення, у відповідності з наказом Клееберга, небагатьох тих, хто сумнівався у доцільності подальшої боротьби і частини моряків української та білоруської національностей, відбулася реорганізація морських батальйонів, які 28 вересня увійшли разом з іншими моряками до складу 182-го полку піхоти з 60-ї дивізії піхоти, як 3 «морських» батальйону. Командиром батальйону був командор підпоручник Стефан Камінський, командирами рот капітан флоту Олександр Рабенда, капітан артилерії Єжи Войцеховський і капітан піхоти Ян Ліпецький. Каптенармусом був командор підпоручник Алоізій Павловський. Крім того, з моряків було створено 4 роти окремого батальйону 179-го піхотного полку цієї же дивізії (командир — генерал-майор флоту Богдан Корсак).
Частина моряків флотилії не приєдналася до ООП «Полісся», але увійшла в групу Корпусу охорони кордону генерала бригади Вільгельма Орліка-Рюкемана, створивши в ній збірний морський батальйон, під командуванням почергово: комодора-поручника Генріха Ейбла, капітана флоту Едмунда Йодковського і капітана артилерії Олександра Рутинського. Більшість з них в ніч 25/26 вересня потрапила у радянський полон, причому кілька десятків були на наступний день вбиті в Мокранах.

#### Корабельний склад флотилії

##### Штабні кораблі
- штабний корабель «Адмірал Серпінек» — поручник флоту Януш Марціневський
- штабний моторний човен S 1
- штабний моторний човен S 2
- глісер № 5

##### 1 бойовий дивізіон
Командир загону канонерок — капітан артилерії Владислав Ясік
- монітор «Краків» — капітан артилерії Єжи Войцеховський
- монітор «Вільнюс» — капітан Едмунд Йодковський
- канонерський човен «Зухвала» — капітан артилерії Владислав Ясік
- канонерський човен «Зарадна»
- канонерський човен «Завжента» — старший боцман Свічка
- І група озброєних катерів — боцманмат Леопольд Хон
  - озброєний катер KU 16
  - озброєний катер KU 17
  - озброєний катер KU 18
  - озброєний катер KU 19
  - озброєний катер KU 21, катер обслуговування
- баржа житлова K 20
- корабель ППО «Генерал Сікорський» — поручник резерву флоту Фідош
- глісер № 1

##### 2 бойовий дивізіон
- монітор «Варшава» — поручник флоту Ян Май
- монітор «Городище» — капітан флоту Андрій Мажецький
- II група озброєних катерів — старший боцман Фелікс Краузе
  - озброєний катер KU 22, катер обслуговування
  - озброєний катер KU 24, катер обслуговування
  - озброєний катер KU 25
  - озброєний катер KU 26
- баржа житлова K 8
- корабель ППО «Гетьман Ходкевіч» — поручник резерву флоту Едвард Кулеша
- глісер № 2

В. о. офіцера-механіка — старший боцман Станіслав Сек

##### 3 бойовий дивізіон
- командир — капітан флоту Андрій Бончак
- монітор «Пінськ» — капітан флоту Ян Керкус
- монітор «Торунь» — капітан флоту Болеслав Поридзай
- озброєний катер, KU 7, катер розвідки
- III група озброєних катерів — старший боцман Генріх Пельда
  - озброєний катер KU 23, катер обслуговування
  - озброєний катер KU 27
  - озброєний катер KU 28
  - озброєний катер KU 29
- баржа житлова K 10
- озброєний корабель «Генерал Шептицький»
- глісер № 3

Офіцер, механік-хорунжий флоту Болеслав Хабаловський

##### Мінно–газовий загін
- корабель мінно-газовий «Монтва» — капітан флоту Нарцис Малушинський
- тральщики броньовані T 1, T 2, T 3
- тральщики колісні T 4, T 5, T 6, T 7

##### Мостовий батальйон
- буксир «Гетьман Жолкевський»[2]

##### Відділення зв'язку
- зв'язковий катер КМ 14
- зв'язковий катер КМ 15
- плаваюча база зв'язку K 2
- моторний човен P 3
- два наземних взводи зв'язку

##### Передова база з технічною допомогою
Командир передової бази — капітан резерву флоту Ян Хордлічка
Командир з технічної допомоги — підпоручик інженер резерву Станіслав Гвязда
- озброєний катер KU 1
- озброєний катер KU 2
- озброєний катер KU 3
- буксир «Нептун»
- санітарний корабель «Генерал Соснковський»
- баржа для боєприпасів K 12
- баржа для боєприпасів K 13
- баржа паливна K 14
- баржа паливна K 15
- баржа паливна K 25
- плаваюча їдальня K 17
- плаваюча майстерня K 19
- баржа водолазів K 7
- баржа житлова K 9
- баржа житлова К 30

##### Військовий порт Пінськ
Комендант порту Пінськ — командор підпоручник Мечислав Реут
Технічний офіцер порту — командор підпоручник Йосип Трібель
Лікар порту — поручник лікар Адам Прон
Квартирмейстер порту — капітан флоту Костянтин Ляшковський
Командир портової роти — лейтенант адміністратор Петр Гаевський.
Керівник WPMW-KMDR — підпоручик старший інженер Станіслав Соколовський
- буксир «Кілінський»
- моторний човен P 1
- моторний човен P 2
- 15 барж обслуговування
- взвод ППО
- взвод зв'язку
- взвод адміністративний